# Уграда
Угра́да — деревня в Завеличенской волости Псковского района Псковской области России.
Расположена на западной границе города Пскова, на Рижском шоссе (автотрассе А212 Псков — Изборск).
В деревне расположено ОМВД России по Псковскому району Псковского района.

## Население
| 2001 | 2002 | 2010 | 2014 |
| ---- | ---- | ---- | ---- |
| 469  | ↗502 | ↗537 | ↗594 |

Численность населения деревни составляла по оценке на конец 2000 года 469 жителей, по переписи 2010 года — 581 житель.

## История
Создано и присвоено наименование Указом ПВС РСФСР 15 ноября 1990 года. До 2005 года входила в состав Тямшанской волости.